# 香西村
香西村（かさいむら）とは、千葉県香取郡にかつて存在した村である。
香西郵便局、香西保育所などにその名をとどめる。

## 地理
- 現在の香取市の西部、旧佐原市の南部に位置する。
- 村域は台地と平地が入り組む谷戸が多い地形になっている。

## 歴史

### 沿革
- 1889年（明治22年）4月1日 - 町村制施行に伴い、牧野村、大根村、大崎村、観音村、長山村、本矢作村、福田村、伊地山村、与倉村、鳥羽村が合併し、香取郡相根村（おおねむら）が発足。
- 1890年（明治23年）5月23日 - 相根村が香西村に改称。
- 1913年（大正2年） - 香西村の一部（牧野）は佐原町に編入。
- 1950年（昭和25年）12月22日 - 両総用水幹線トンネル工事現場で落盤事故。死者6人[1]。
- 1951年（昭和26年）3月15日 - 香西村は佐原町、香取町、東大戸村とともに合併し佐原市を新設。同日香西村廃止。
- 2006年（平成18年）3月27日 - 佐原市は小見川町、山田町、栗源町とともに合併して香取市を新設。

変遷表
| 1868年 以前 | 1868年 以前 | 明治22年 4月1日 | 明治23年 5月23日 | 大正2年       | 昭和26年 3月15日 | 平成18年 3月27日 | 現在   |
| ----------- | ----------- | --------------- | ---------------- | ------------- | ---------------- | ---------------- | ------ |
|             | 大根村      | 相根村          | 香西村 に改称    | 香西村        | 佐原市           | 香取市           | 香取市 |
|             | 大崎村      | 相根村          | 香西村 に改称    | 香西村        | 佐原市           | 香取市           | 香取市 |
|             | 観音村      | 相根村          | 香西村 に改称    | 香西村        | 佐原市           | 香取市           | 香取市 |
|             | 長山村      | 相根村          | 香西村 に改称    | 香西村        | 佐原市           | 香取市           | 香取市 |
|             | 本矢作村    | 相根村          | 香西村 に改称    | 香西村        | 佐原市           | 香取市           | 香取市 |
|             | 福田村      | 相根村          | 香西村 に改称    | 香西村        | 佐原市           | 香取市           | 香取市 |
|             | 伊地山村    | 相根村          | 香西村 に改称    | 香西村        | 佐原市           | 香取市           | 香取市 |
|             | 与倉村      | 相根村          | 香西村 に改称    | 香西村        | 佐原市           | 香取市           | 香取市 |
|             | 鳥羽村      | 相根村          | 香西村 に改称    | 香西村        | 佐原市           | 香取市           | 香取市 |
|             | 牧野村      | 相根村          | 香西村 に改称    | 佐原町 に編入 | 佐原市           | 香取市           | 香取市 |

## 人口・世帯

### 人口
総数 [単位： 人]
| 1891年（明治24年） | 3,287 |
| 1920年（大正 9年） | 3,504 |
| 1935年（昭和 5年） | 3,863 |
| 1940年（昭和15年） | 4,070 |
| 1951年（昭和26年） | 5,922 |

### 世帯
総数 [単位： 世帯]
| 1955年（昭和30年） | 808 |

## 交通

### 道路
- 佐原街道（ → 国道51号）

## 名所・旧跡
- 観福寺